# The Four (nhượng quyền)
The Four là một nhượng quyền thương mại cuộc thi âm nhạc trên truyền hình được tạo ra bởi công ty sản xuất và phân phối của Anh-Israel, Armoza Formats.  Nó phát sóng đầu tiên tại Hoa Kỳ trên Fox vào tháng 1 năm 2018.

## Phiên bản quốc tế
Hiện đang phát sóng
     Ngưng phát sóng nhưng dự kiên phát lại trong tương lI
     Ngưng phát sóng
     Đang phát triển để sản xuất
     Không xác định
| Quốc gia/Lãnh thổ | Tên phiên bản                | Kênh              | Dẫn chương trình                        | Giám khảo                                                                      | Quân quân                                                 |
| ----------------- | ---------------------------- | ----------------- | --------------------------------------- | ------------------------------------------------------------------------------ | --------------------------------------------------------- |
| Brasil            | The Four Brasil              | RecordTV          | Xuxa Meneghel                           | - Aline Wirley - João Marcello Bôscoli - Paulo Miklos - Leo Chaves             | Mùa 1, 2019: Ivan Lima Mùa 2, 2020: Alma Thomas           |
| Colombia          | Los Cuatro Finalistas        | Canal 1           | CTB                                     | CTB                                                                            | Mùa 1, TBA: Chưa phát sóng                                |
| Hy Lạp            | The Final Four               | ANT1              | Zeta Makripoulia                        | - Eleni Foureira - Michalis Hatzigiannis - Michalis Kouinelis                  | Mùa 1, 2019: Sakis Karathanasis                           |
| Israel            | The Four                     | Channel 13        | Ester Rada                              | - Dikla - Gilad Kahana - Marina Maximilian - Muki                              | Mùa 1, 2018: Sarit Avitan Mùa 2, 2020: Chưa phát sóng     |
| Kazakhstan        | The Four                     | Khabar TV         | CTB                                     | CTB                                                                            | CTB                                                       |
| Litva             | Finalo ketvertas             | LNK               | - Mantas Stonkus - Rolandas Mackevičius | - Egidijus Dragūnas - Martynas Tyla - Vidas Bareikis                           | Mùa 1, 2019: Indrė Juodeikienė                            |
| Perú              | Los cuatro finalistas        | Latina Televisión | Cristian Rivero                         | - Chyno Miranda - Deyvis Orosco - Eva Ayllón - Pedro Suárez-Vértiz             | Mùa 1, 2018: Javier Arias Mùa 2, 2018: José Gaona         |
| Ba Lan            | The Four. Bitwa o sławę      | Polsat            | Natalia Szroeder                        | - Natalia Nykiel - Kuba Badach - Igor Herbut                                   | Mùa 1, 2020: Magdalena Krzemień                           |
| România           | The Four – Cei 4             | Antena 1          | Macanache                               | - Antonia - Carla's Dreams - Cheloo - Feli                                     | Mùa 1, 2018: Vlad Musta Mùa 2, 2019: TBA                  |
| Nga               | The Final Four               | STS               | CTB                                     | CTB                                                                            | Mùa 1, TBA: TBA                                           |
| Serbia            | 4vorka                       | Prva TV           | CTB                                     | CTB                                                                            | Mùa 1, TBA: TBA                                           |
| Thái Lan          | The Four สู้ยกสี่                | Workpoint         | TBA                                     | TBA                                                                            |                                                           |
| Hoa Kỳ            | The Four: Battle for Stardom | Fox               | Fergie                                  | - DJ Khaled (1-2) - Meghan Trainor (1-2) - Sean Combs (1-2) - Charlie Walk (1) | - Mùa 1, 2018: Evvie McKinney - Mùa 2, 2018: James Graham |